# Comuna Săcădat, Bihor
Săcădat (în maghiară: Mezőszakadát) este o comună în județul Bihor, Crișana, România, formată din satele Borșa, Săbolciu și Săcădat (reședința).

## Istoric
In arhivele episcopiei romano - catolice din Oradea se amintește de satul Săcădat in anul 1532. Satul Borșa (in maghiara Borostelek) apare atestat documentar sub denumirea de Terra Borok (1249), iar Săbolciu (Mezoszabolcs,Szabolcs) sub denumirea de Terra Seu Poss (1256).
În monografia județului Bihor din anul 1901 satul Săcădat apare sub denumirea maghiara de Zakadoth , despre care se spune că ar fi luat ființă în anul 1256.

## Date geografice
Comuna Săcădat este situata pe Valea Crișului Repede, în partea de est a Municipiului Oradea, la o distanță de circa 20 km. față de acesta. Comuna este traversată de linia ferată Cluj-Napoca - Oradea și drumul național DN1 ,respectiv drumul european E 60.
Relieful comunei Săcădat este de șes pe lunca râului Crișul Repede, iar o parte a satului Săcădat și satul Borșa sunt așezate pe coline domoale. Clima este temperat-continentală , media temperaturii pe timp de vara fiind 21 grade, iar în luna februarie este de -2 grade. Cantitatea medie anuală de precipitații este de 610l/mp ,alternand perioade cu ploi abundente și perioade secetoase. Apele curgătoare pe raza comunei sunt: Crișul Repede, pe o lungime de 6 km, Valea Chijicului, care traversează hotarul satului Borșa și Săcădat, pe o lungime de 10 km, Valea Sărandului (Hodiș), Valea Borșa și Maghișa, care se varsă în Crișul Repede. Vegetatia este una de stepă, plantele ierboase cele mai răspândite fiind graminoidele iar dintre arbuști porumbacul și măcieșul. La cultura plantelor cele mai raspandite sunt grâul, secara, orzul, ovăzul, porumbul, floarea – soarelui, cartoful etc. Animalele specifice zonei sunt vulpea, iepurele, dihorul, șoarecele de câmp, cârtița, iar dintre păsări amintim cioara, vrabia, ciocârlia, potârnichea, prepelița, coțofana și fazanul.

## Demografie
Componența etnică a comunei Săcădat
     Români (83,24%)
     Romi (6,28%)
     Alte etnii (0,78%)
     Necunoscută (9,7%)
Componența confesională a comunei Săcădat
     Ortodocși (73,54%)
     Penticostali (12,84%)
     Baptiști (2,24%)
     Alte religii (1,4%)
     Necunoscută (9,98%)
Conform recensământului efectuat în 2021, populația comunei Săcădat se ridică la 1.784 de locuitori, în scădere față de recensământul anterior din 2011, când fuseseră înregistrați 1.910 locuitori. Majoritatea locuitorilor sunt români (83,24%), cu o minoritate de romi (6,28%), iar pentru 9,7% nu se cunoaște apartenența etnică. Din punct de vedere confesional, majoritatea locuitorilor sunt ortodocși (73,54%), cu minorități de penticostali (12,84%) și baptiști (2,24%), iar pentru 9,98% nu se cunoaște apartenența confesională.

## Politică și administrație
Comuna Săcădat este administrată de un primar și un consiliu local compus din 11 consilieri. Primarul, Adrian-Cristian Fășie[*], de la Partidul Social Democrat, este în funcție din 1 noiembrie 2024. Începând cu alegerile locale din 2024, consiliul local are următoarea componență pe partide politice:
|  | Partid                    | Consilieri | Componența Consiliului | Componența Consiliului | Componența Consiliului | Componența Consiliului | Componența Consiliului | Componența Consiliului |
|  | ------------------------- | ---------- | ---------------------- | ---------------------- | ---------------------- | ---------------------- | ---------------------- | ---------------------- |
|  | Partidul Social Democrat  | 6          |                        |                        |                        |                        |                        |                        |
|  | Partidul Național Liberal | 5          |                        |                        |                        |                        |                        |                        |

## Date economice
Pe raza comunei se află sediul Coca - Cola Hbc Romania SRL - Locatia Oradea . Fabrica de răcoritoare din Sacadat funcționează din anul 1993, având initial un număr de circa 100 salariați . In luna noiembrie 2008, Compania a închis fabrica din localitatea Sacadat pentru a consolida capacitatiile de producție a fabricilor din Iasi, Timisoara, Ploiesti și Dorna.
Incepând cu jumatatea lunii noiembrie 2008 Fabrica de racoritoare s-a reorganizat, devenind un centru zonal de distribuție cu circa 30 salariați .
Din cei 135 salariati , 102 persoane au fost afectate de procesul de reorganizare și au beneficiat , conform contractului colectiv de muncă , de plăți compensatorii de șapte până la zece salarii.
Comuna are potential agricol, avnd terenuri agricole plate, de buna calitate din clasa cernoziom. Suprafata totala agricola este de 4.339 hectare, din care 3881 ha extravilan . Comuna are un numar de 732 gospodarii ,respectiv 446 locuinte la mai putin de 1800 locuitori ,iar la nivel educational dispune de doua gradinite si doua scoli .
Accesul rutier in comuna se face pe șoseaua DN1 (drumul european E60) care traversează localitatea, separând satul Săcădat și Borșa de satul Săbolciu.Există o stație CFR în satul Săcădat și o haltă în satul Săbolciu.
După 1950, pe cursul Crișului Repede s-a construit hidrocentrala de la Săcădat, satul Săbolciu cu o putere instalată de 10 MW , avand rol important în aprovizionarea cu energie electrică și apă a orașului Oradea, respectiv de regularizare a debitelor Crișului Repede.
Pentru turisti , pe raza comunei exista posibilitate de cazare la Motel "Arcadia".

## Lăcașuri de cult
Biserica de lemn "Sfinții Arhangheli Mihail și Gavril" din Borșa
Biserici: ortodoxe - 3, penticostale - 3, baptiste - 2

## Personalități
- Florian Serac, senator

## Galerie de imagini

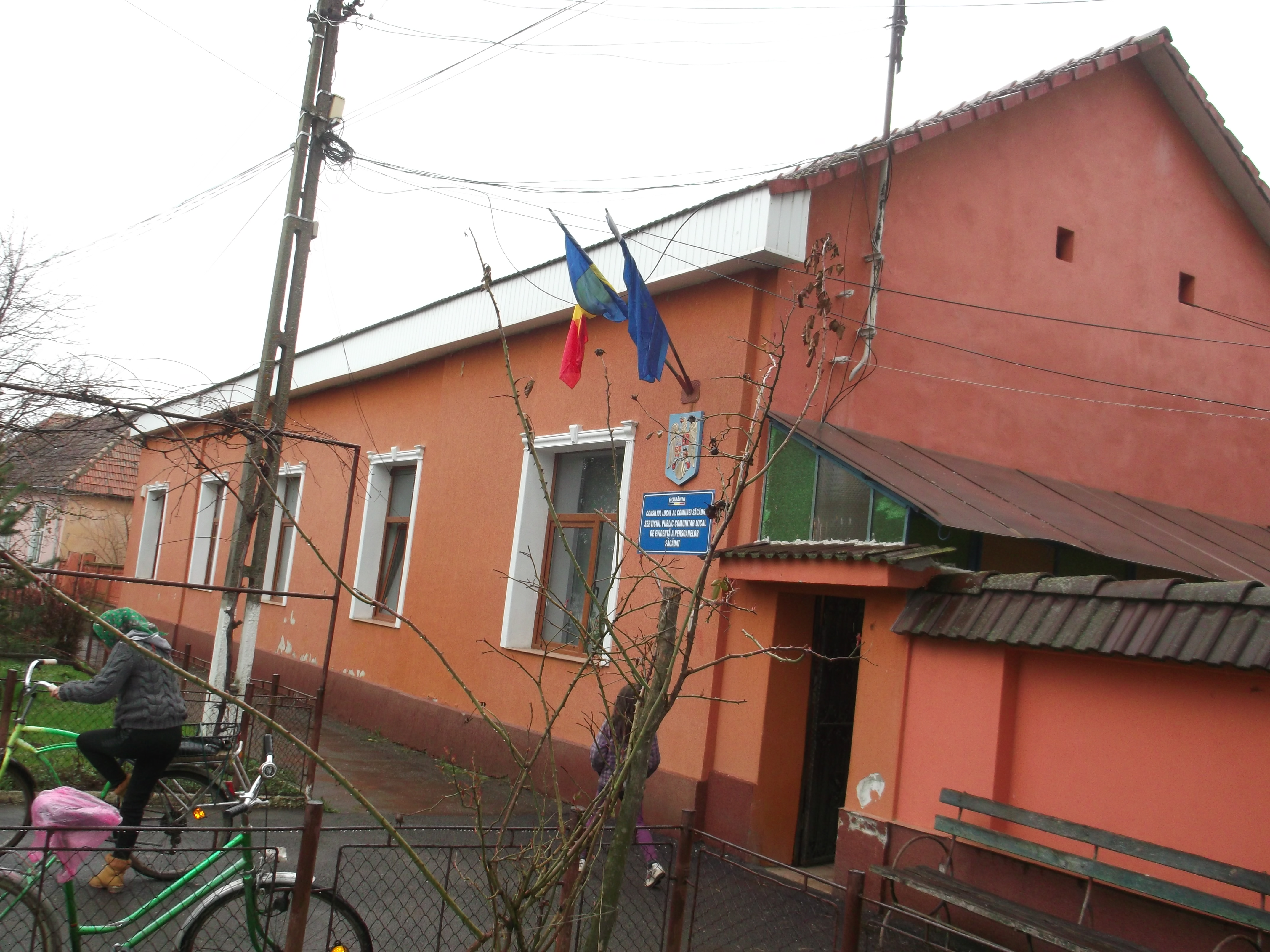
Primăria comunei Sacadat ,jud.Bihor
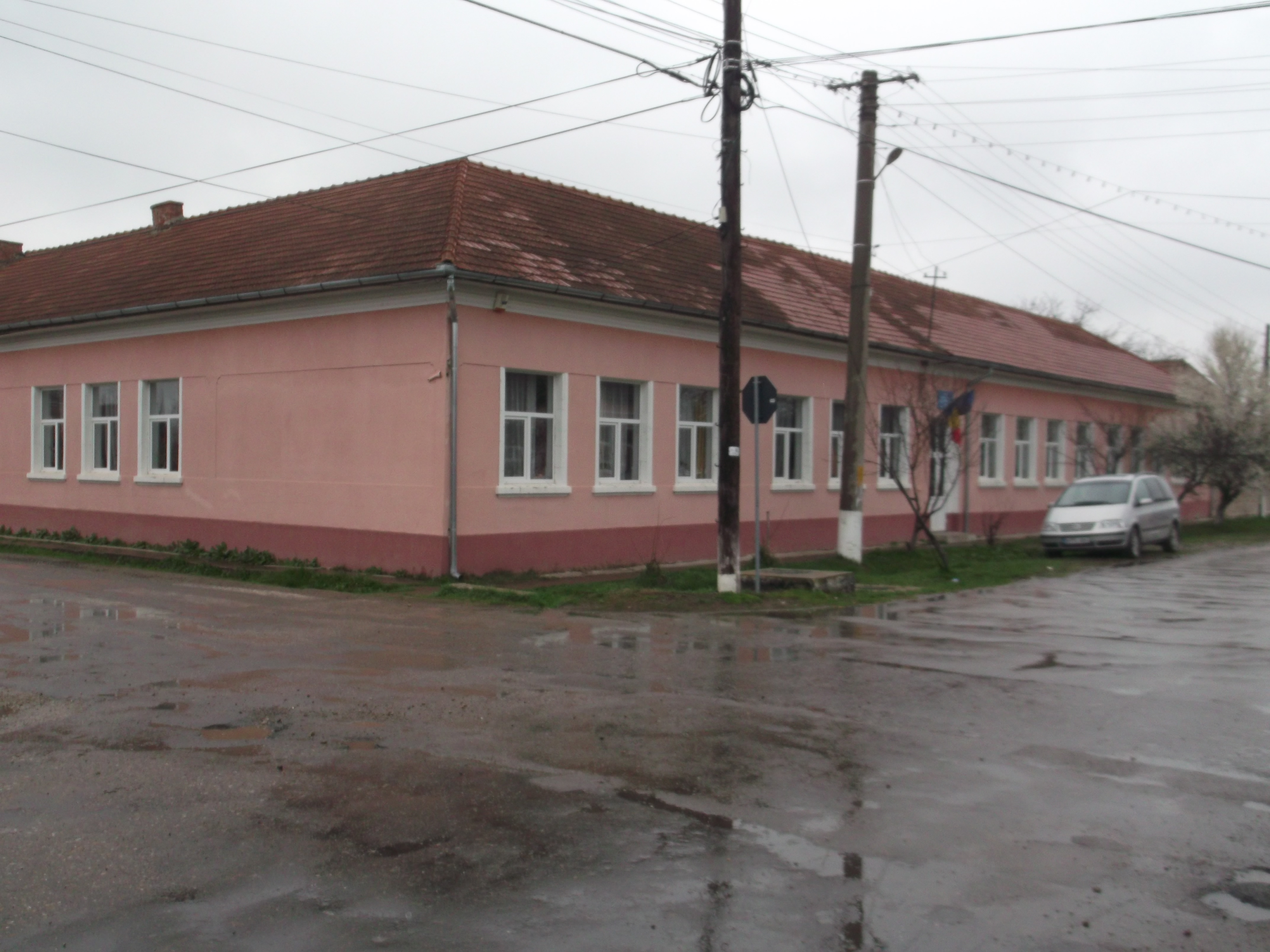
Scoala loc.Sacadat ,jud.Bihor
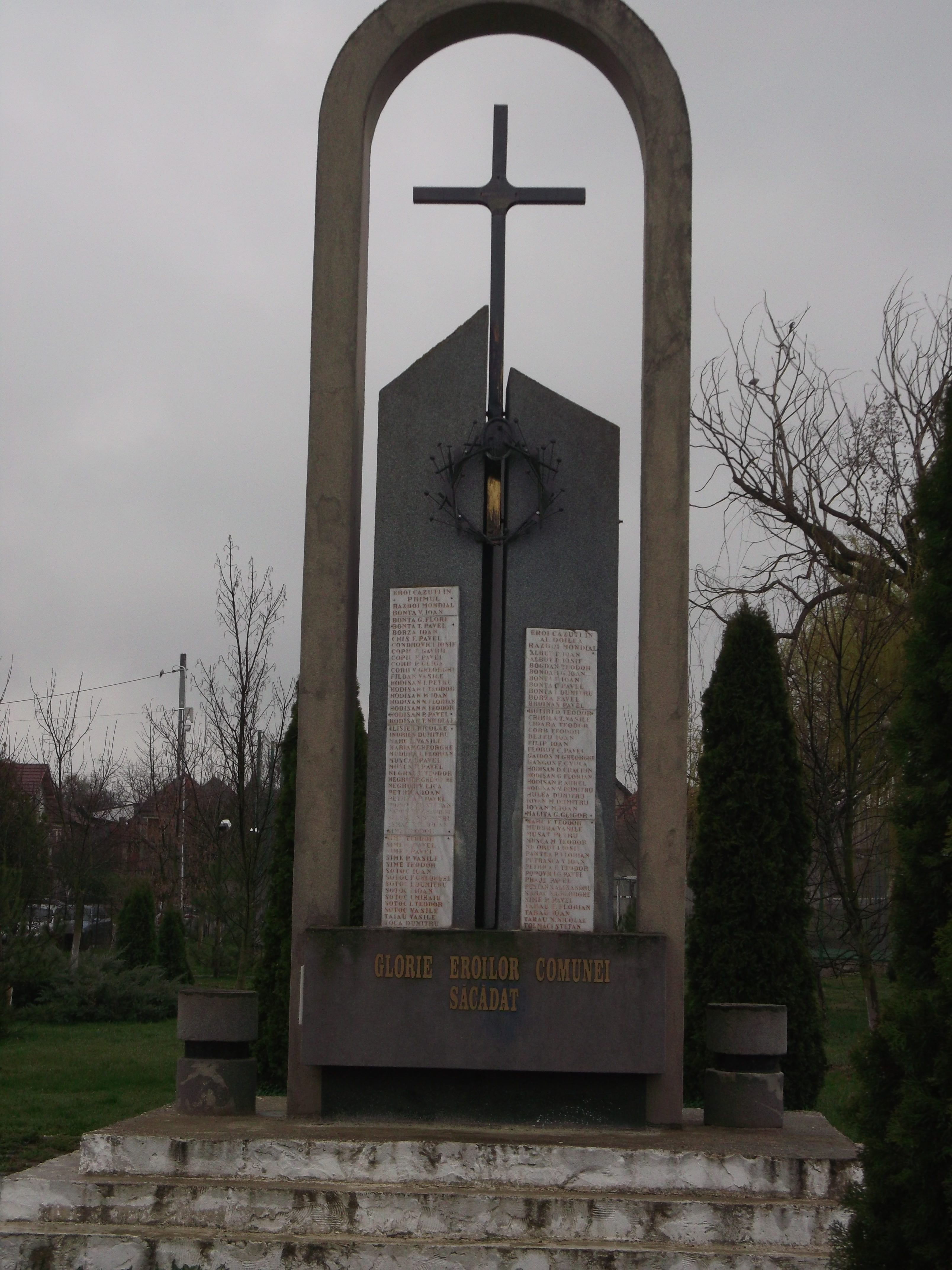
Monumentul eroilor din Sacadat ,jud. Bihor
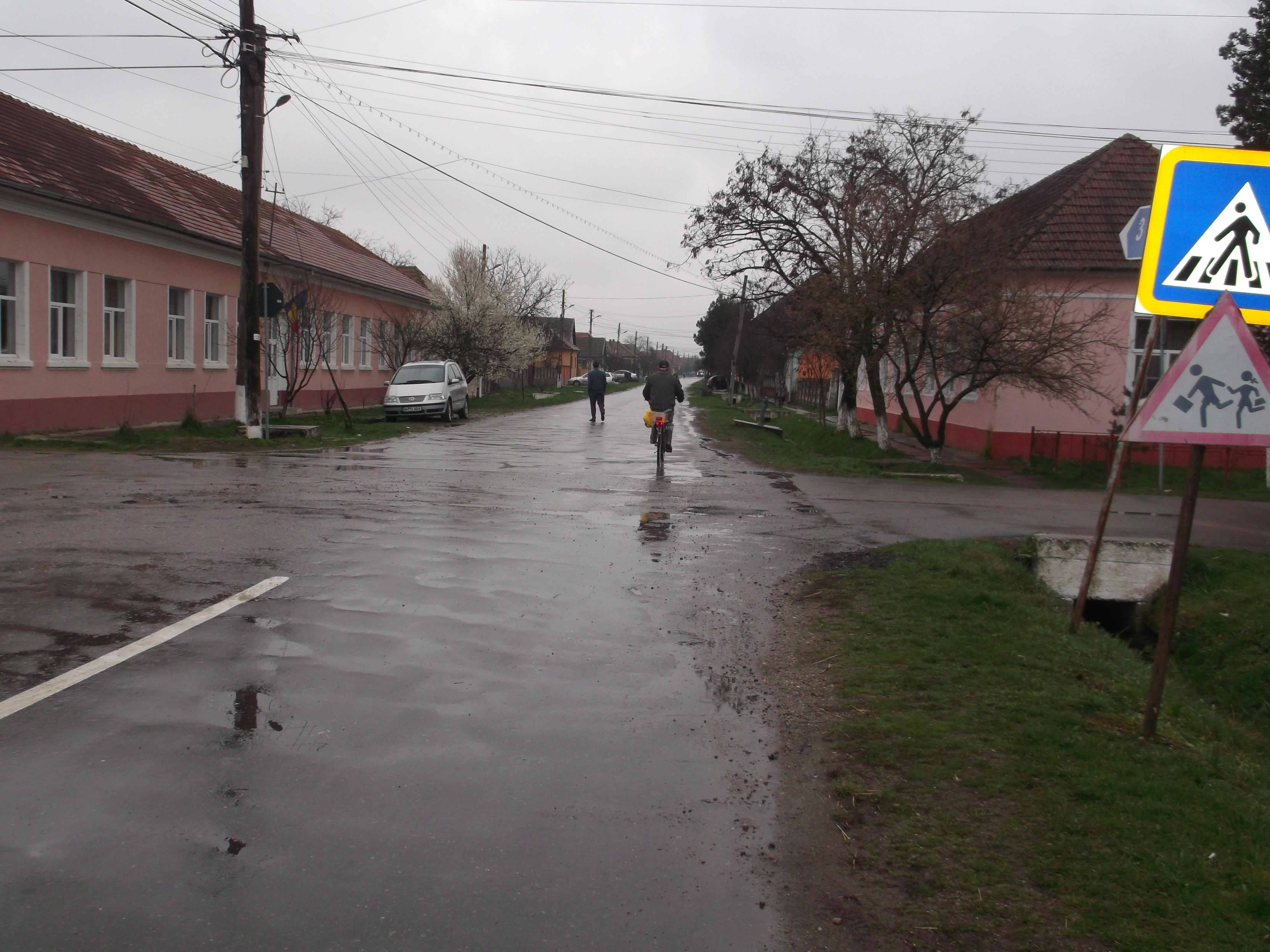
Sacadat, zona în care se află Primăria, Școala și Biserica
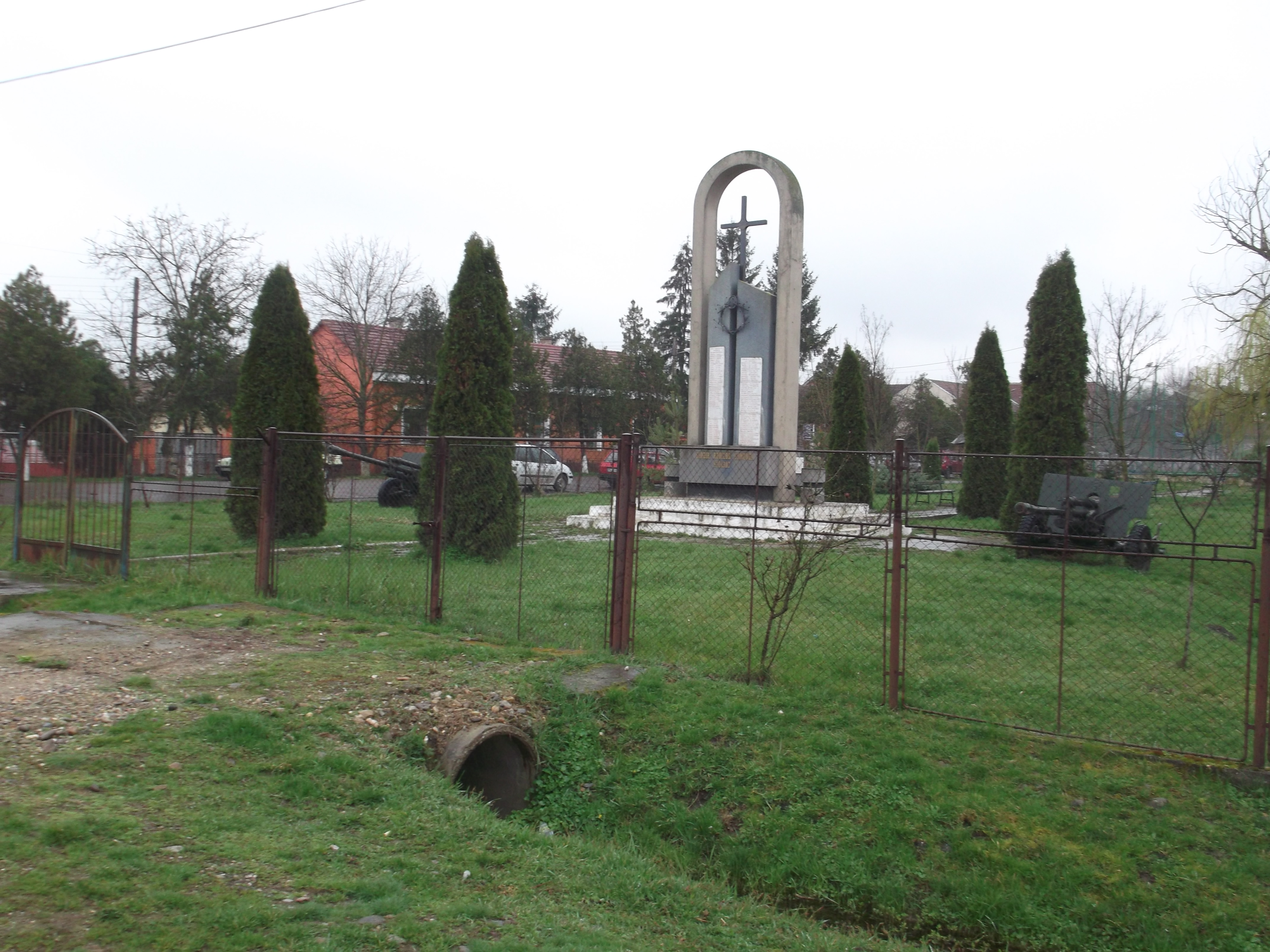
Sacadat -Monumentul eroilor din cele doua razboaie mondiale
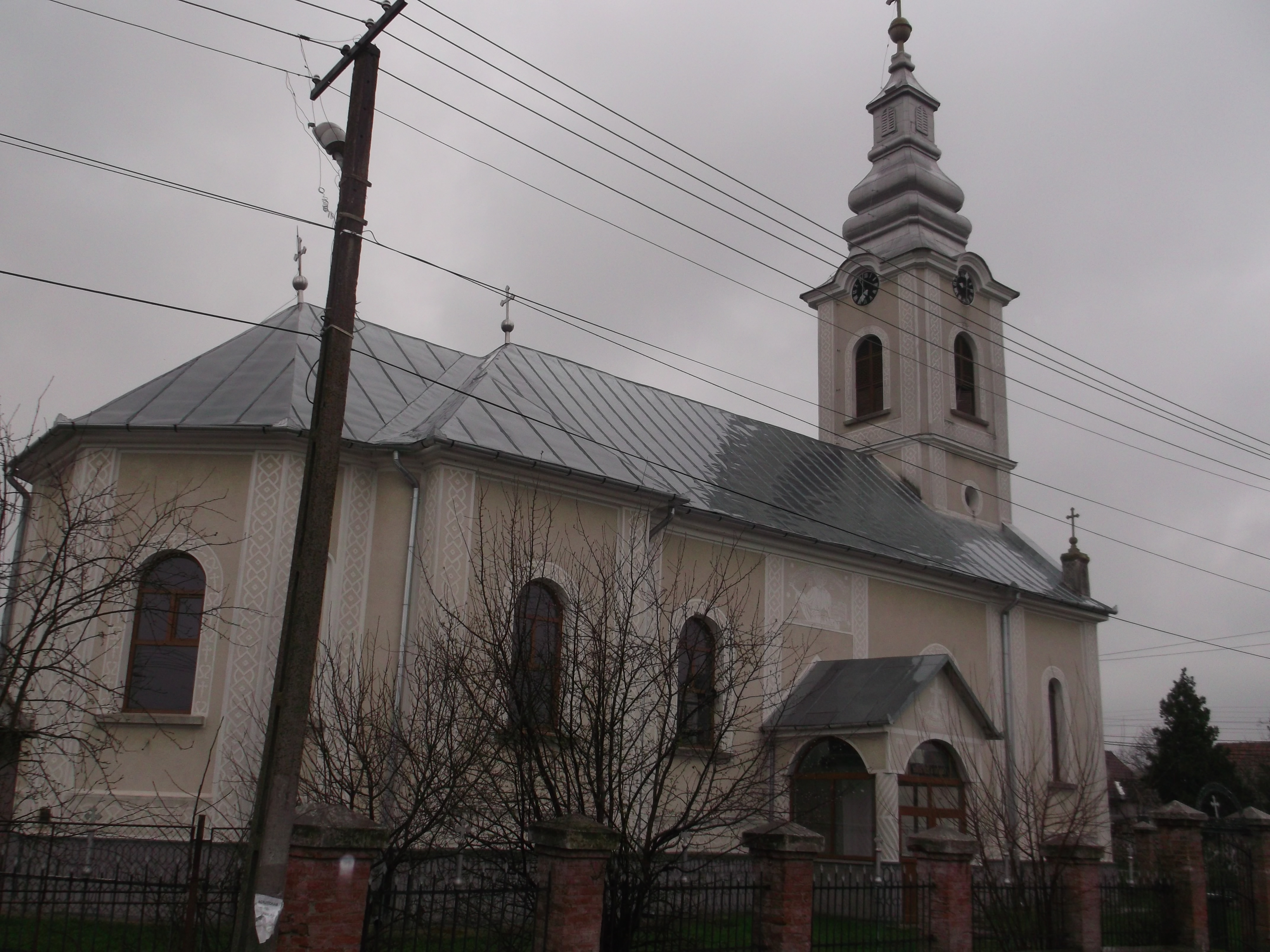
Biserica din Sacadat, jud.Bihor , construita in anul 1907 .
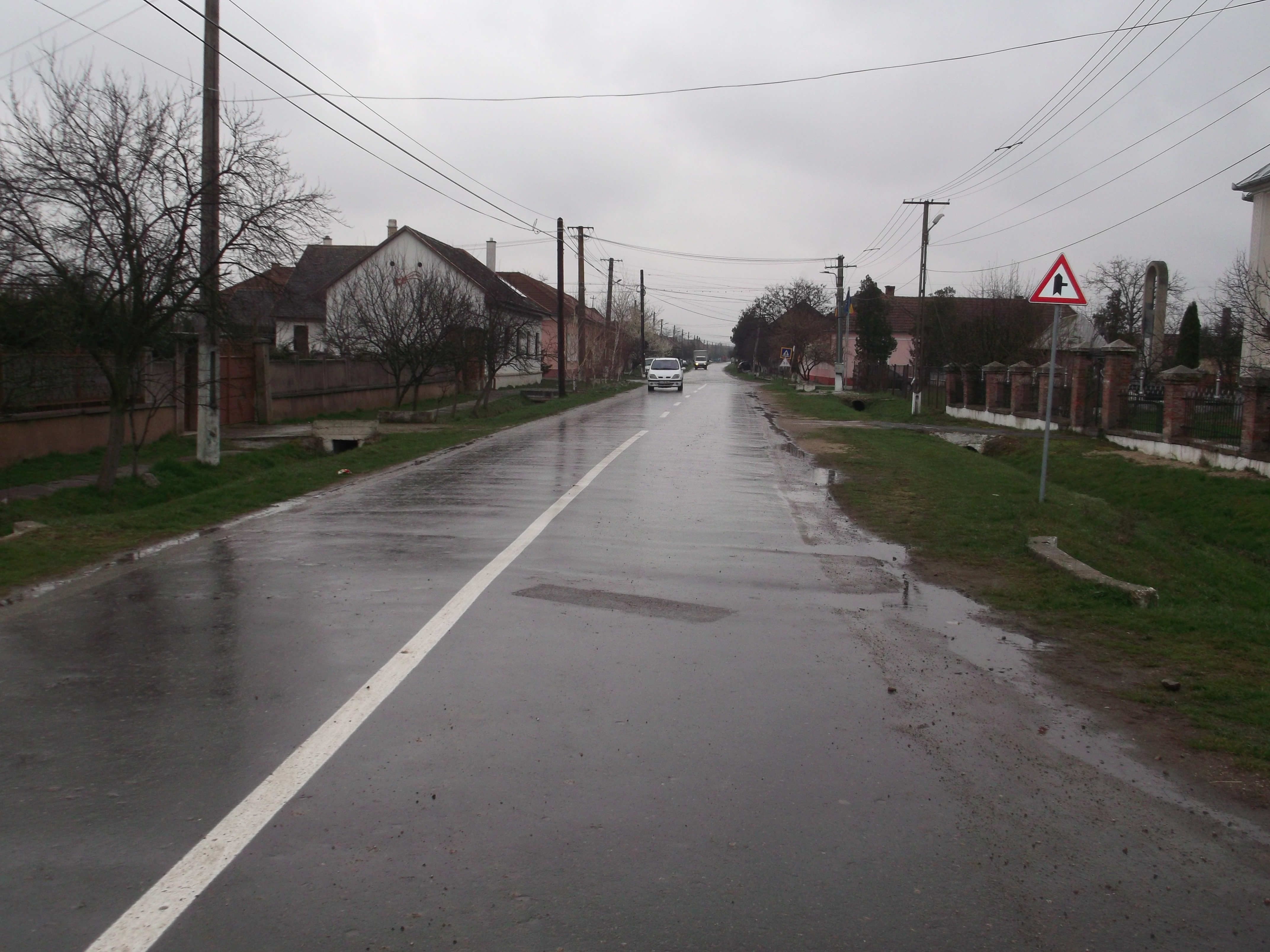
Sacadat - zona centrala a satului